# Albin Kitzinger
Albin Kitzinger (Schweinfurt, 1912. február 1. – 1970. augusztus 6.) válogatott német labdarúgó, fedezet.

## Pályafutása

### Klubcsapatban
1924 és 1946 között az 1. FC Schweinfurt 05 labdarúgója volt, ahol kétszeres bajor Gauliga bajnok volt a csapattal. 1946-ban vonult vissza az aktív labdarúgástól.

### A válogatottban
1935 és 1942 között 44 alkalommal szerepelt a német válogatottban és két gólt szerzett. Tagja volt az 1938-as franciaországi világbajnokságon részt vevő együttesnek.

## Sikerei, díjai
1. FC Schweinfurt 05
- Bajor Gauliga
  - bajnok: 1938–39, 1939–42